# Одержима (фільм)
«Одержима» (англ. Possessed) — американська докодексова драма 1931 року режисера Кларенса Брауна, з Джоан Кроуфорд та Кларком Ґейблом у головних ролях, відзнята студією Metro-Goldwyn-Mayer.

## Сюжет
Фільм оповідає історію Меріан Мартін, робітниці фабрики, яка досягає успіху, як коханка багатого юриста. Ленор Джей Коффі адаптувала сценарій, який оснований на Бродвейській п'єсі Міраж Едґара Сельвіна. Одержима — третій з восьми фільмів кінопари Кроуфорд/Ґейбл.

## У ролях
- Джоан Кроуфорд — Меріан Мартін
- Кларк Ґейбл — Марк Вітні
- Воллес Форд — Ел Меннінґ
- Річард "Скітс" Ґеллахер — Воллі Стюарт
- Френк Конрой — Горес Треверс
- Марджорі Вайт — Вернік ЛаВерн
- Джон Мілджен — Джон Дрісколл
- Клара Блендік — Мати Меріан

## Реакція
Критик Мордон Голл, написав для The New York Times, що йому сподобався фільм та режисура Кларенса Брауна. Він писав: «Завдяки майстерному керівництву Кларенса Брауна, красивій постановці і досить добре написаному сценарію, Одержима … втішне видовище … знайома тема провінційної дівчини, яка стає коханкою багатого ньюйорківця, наповнена новими ідеями, які призводять до несподіванки, навіть деякої міри напруги.»